# Platanillal (paroisse civile)
Pour les articles homonymes, voir Platanillal.
Platanillal est l'une des quatre paroisses civiles de la municipalité d'Atures dans l'État d'Amazonas au Venezuela. Sa capitale est Platanillal.